# Панков, Григорий Гаврилович
Григорий Гаврилович Панков (1885—1963) — партийный и государственный деятель. Первый председатель Брянского губернского Совета (1920—1922).
Родился в Бежице в семье рабочего Брянского завода. В 1901—1905 гг. работал токарем на заводе в Екатеринославе, вступил в РСДРП и принимал участие к забастовочном движении.
Во время революции 1905—1907 гг. был членом Орловско-Брянского комитета РСДРП, кассиром окружкома. Сотрудничал в «Звезде» и «Правде».
В 1913 г., опасаясь ареста, покинул Бежицу и на время отошел от политической деятельности.
Прибыв в 1915 г. в Петроград, примкнул к группе меньшевиков-интернационалистов, став на центристскую позицию по вопросам войны и мира.
После Февральской революции 1917 г. избран членом Петроградского Совета, с июля по сентябрь 1917 г. — член ВЦИК 1-го созыва от меньшевиков-интернационалистов.
В сентябре 1917 г. вернулся в Брянск и в ноябре вступил в партию большевиков. Участник установления Советской власти в Брянском уезде. Съезд Советов, фабрично-заводских комитетов, профсоюзов, земельных комитетов Брянского уезда и ряда волостей Жиздринского уезда, состоявшийся в Брянске 3—5 декабря, избрал Панкова председателем Брянского СНК. Потом он был заместителем Брянского уездного Совета, членом уездного оргбюро.
После образования Брянской губернии с марта 1920 по май 1922 г. первый председатель Брянского губисполкома. Затем до декабря 1924 г. возглавлял губернский Совет профсоюзов.
В последующем работал на различных государственных постах (в кон. 1920-х — начале 1930-х в Наркомтруде СССР).
Умер в 1963 г. в Москве, похоронен на Новодевичьем кладбище.